# TT403
La tombe thébaine TT 403 est située à Cheikh Abd el-Gournah, dans la nécropole thébaine, sur la rive ouest du Nil, face à Louxor en Égypte.
C'est la tombe de Mérymaât, scribe du temple, datant de la XVIIIe dynastie ou de la période ramesside.